# Tętnica płucna prawa
Tętnica płucna prawa (łac. arteria pulmonalis dextra) – w anatomii człowieka tętnica krążenia małego prowadząca krew odtlenowaną z serca do prawego płuca. Jest jednym z dwóch (obok tętnicy płucnej lewej) końcowych odgałęzień pnia płucnego. Swój początek ma tuż poniżej wklęsłości łuku aorty, odchodząc od pnia płucnego mniej więcej pod kątem 45°. Przebiega niemal poziomo z lewej strony na prawą i lekko w tył, z tyłu od aorty wstępującej i żyły głównej górnej, następnie wnika do wnęki prawego płuca, w obrębie której położona jest na ogół pod oskrzelem nadtętniczym a nad oskrzelem podtętniczym i żyłą płucną prawą dolną. Krzyżuje prawe oskrzele główne od przodu, poniżej oskrzela płatowego górnego, następnie biegnie wzdłuż bocznej strony oskrzela głównego. Dzieli się na tętnice (gałęzie) płatowe, segmentowe i podsegmentowe, dzielące się następnie na mniejsze tętnice przebiegające wzdłuż oskrzeli i oskrzelików i kończące się w pęcherzykach płucnych. Liczba i przebieg tych odgałęzień są zmienne, skąd wynika także zmienność długości samej tętnicy płucnej prawej przed oddaniem pierwszych gałęzi – od około 35 do 50 mm, przy średnicy około 24 mm u dorosłego człowieka.
Na ogół wyróżnia się następujące rozgałęzienia tętnicy płucnej prawej:
- tętnica płatowa górna płuca prawego (arteria lobaris superior pulmonis dextri)
  - tętnica segmentowa szczytowa płuca prawego (arteria segmentalis apicalis pulmonis dextri), inaczej gałąź szczytowa (ramus apicalis)
  - tętnica segmentowa przednia płuca prawego (arteria segmentalis anterior pulmonis dextri)
    - gałąź przednia wstępująca (ramus anterior ascendens)
    - gałąź przednia zstępująca (ramus anterior descendens)

  - tętnica segmentowa tylna płuca prawego (arteria segmentalis posterior pulmonis dextri)
    - gałąź tylna wstępująca (ramus posterior ascendens)
    - gałąź tylna zstępująca (ramus posterior descendens)
- tętnica płatowa środkowa płuca prawego (arteria lobaris media pulmonis dextri)
  - tętnica segmentowa przyśrodkowa płuca prawego (arteria segmentalis medialis pulmonis dextri), inaczej gałąź przyśrodkowa (ramus medialis)
  - tętnica segmentowa boczna płuca prawego (arteria segmentalis lateralis pulmonis dextri), inaczej gałąź boczna (ramus lateralis)
- tętnica płatowa dolna płuca prawego (arteria lobaris inferior pulmonis dextri)
  - tętnica segmentowa górna płuca prawego (arteria segmentalis superior pulmonis dextri), inaczej gałąź górna (ramus superior), gałąź szczytowa (ramus apicalis)
  - część podstawna (pars basalis)
    - tętnica segmentowa podstawna przednia płuca prawego (arteria segmentalis basalis anterior pulmonis dextra), inaczej gałąź podstawna przednia (ramus basalis anterior)
    - tętnica segmentowa podstawna boczna płuca prawego (arteria segmentalis basalis lateralis pulmonis dextra), inaczej gałąź podstawna boczna (ramus basalis lateralis)
    - tętnica segmentowa podstawna przyśrodkowa płuca prawego (arteria segmentalis basalis medialis pulmonis dextra), inaczej gałąź podstawna przyśrodkowa (ramus basalis medialis), gałąź sercowa (ramus cardiacus)
    - tętnica segmentowa podstawna tylna płuca prawego (arteria segmentalis basalis posterior pulmonis dextra), inaczej gałąź podstawna tylna (ramus basalis posterior)